# 马文·H·卡拉瑟斯
马文·H·卡拉瑟斯（1940年2月11日—）是一位美国生物化學家，科羅拉多大學博爾德分校杰出教授，知名于开发了单链DNA的化学合成方法，其与勒罗伊·胡德共同参与了安进（Amgen）和Applied Biosystems（ABI）两家公司的创立。